# سیارک ۱۷۲۸۳
سیارک ۱۷۲۸۳ (به انگلیسی: 17283 Ustinov، نامگذاری:2000MB1) هفده هزار و دویست و هشتاد و سومین سیارک کشف شده‌است که در ۲۴ ژوئن ۲۰۰۰ کشف شد.
قدر مطلق سیارک برابر ۱۳٫۱۰ است.